# Estação Ecológica Mico-Leão-Preto
A Estação Ecológica Mico-Leão-Preto é uma unidade de conservação integral federal do estado de São Paulo, com cerca de 6 700 hectares e localizada na região do Pontal do Paranapanema. É dividida em quatro glebas: Água Sumida (1 119 ha), Ponte Branca (1 306 ha), Tucano (2 115 ha) e Santa Maria  (2 057 ha). É um dos últimos locais em que habita o mico-leão-preto e é formada pelos maiores fragmentos de floresta da já desmatada Grande Reserva do Pontal do Paranapanema.